# Smiltene
Smiltene (niem. Smilten) – miasto na Łotwie, leżące w historycznej krainie Liwonia, stolica novadsu Smiltene, położone ok. 150 km od Rygi. Około 5996 mieszkańców (2005).
W miejscowości znajduje się najmłodsza synagoga na Łotwie, zbudowana w 1939 roku.